# 吴光纯
吴光纯（1965年—），安徽六安人，汉族，中华人民共和国政治人物、第十二届全国人民代表大会安徽地区代表。
毕业于六安师范中师函授。2013年，被选为全国人大代表。